# Bahnhof Pattscheid

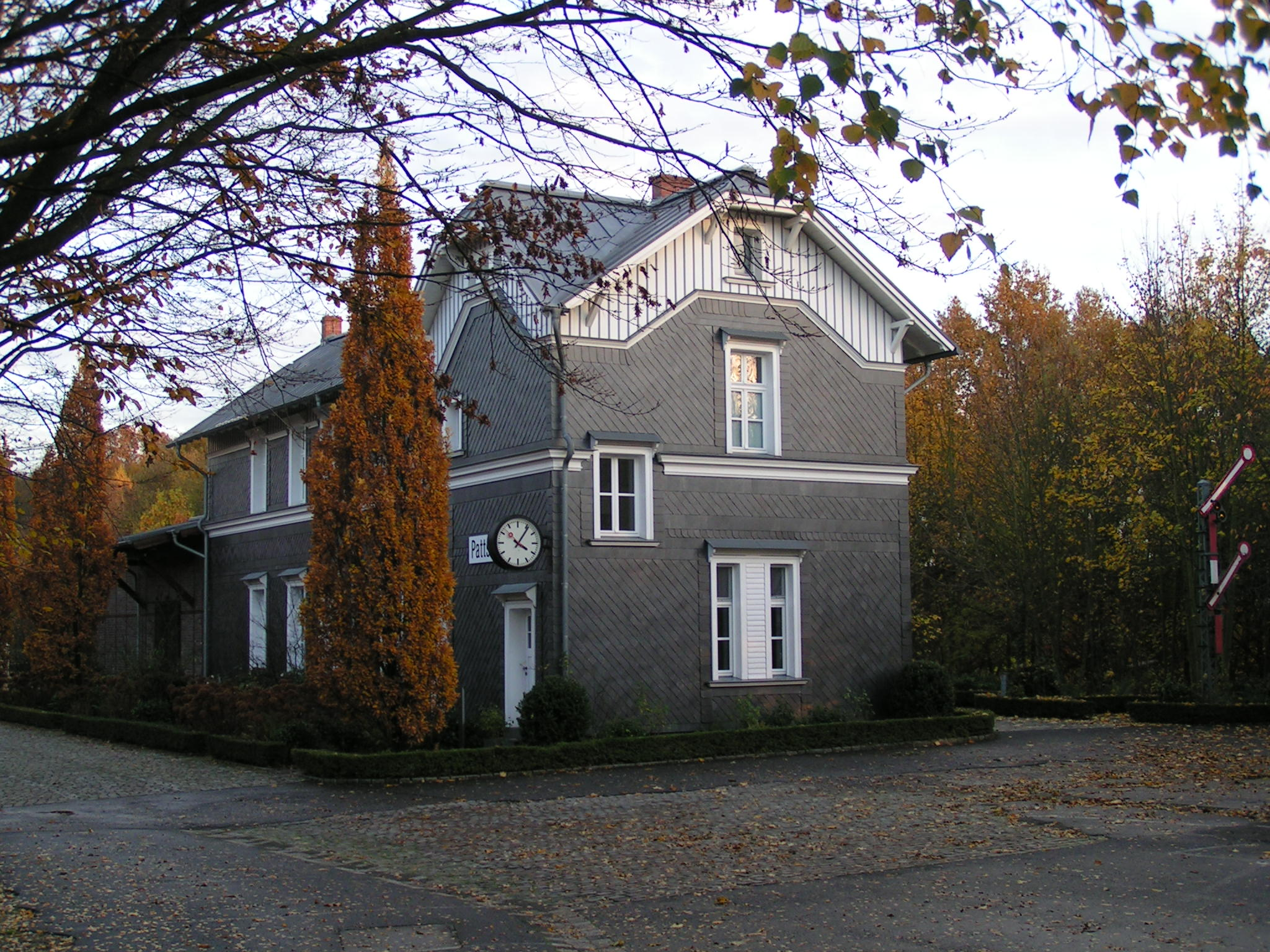
Bahnhof Pattscheid

Der ehemalige Bahnhof Pattscheid wurde im Jahre 1902 als Handelsbahnhof an der einstigen Bahnstrecke Wuppertal-Oberbarmen–Opladen erbaut. Er befindet sich im Ortsteil Pattscheid des Stadtteils Bergisch Neukirchen im Stadtbezirk II von Leverkusen.

## Geschichte und Ausstattung

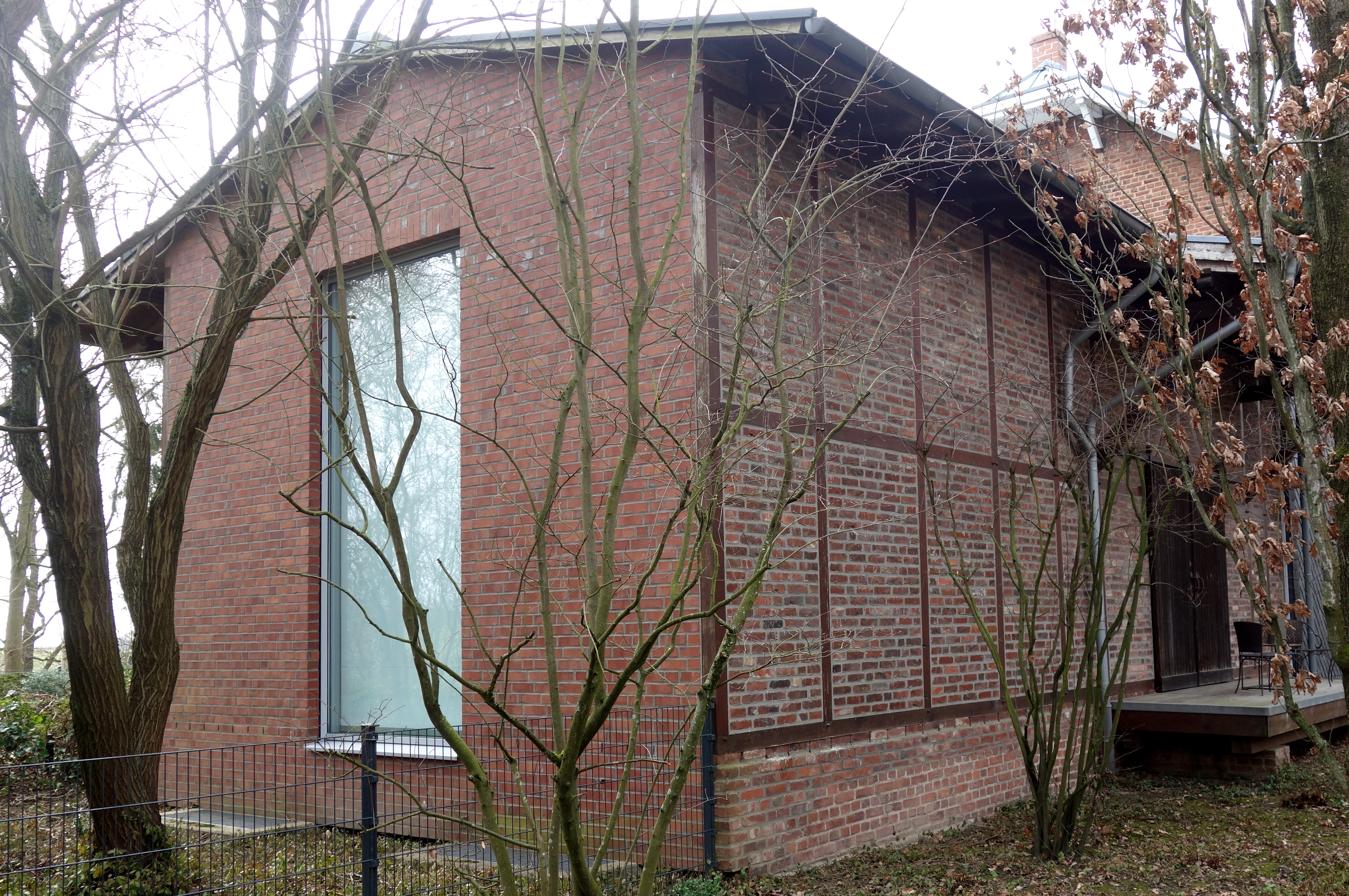
Güterschuppen mit modern gestalteter Giebelfront

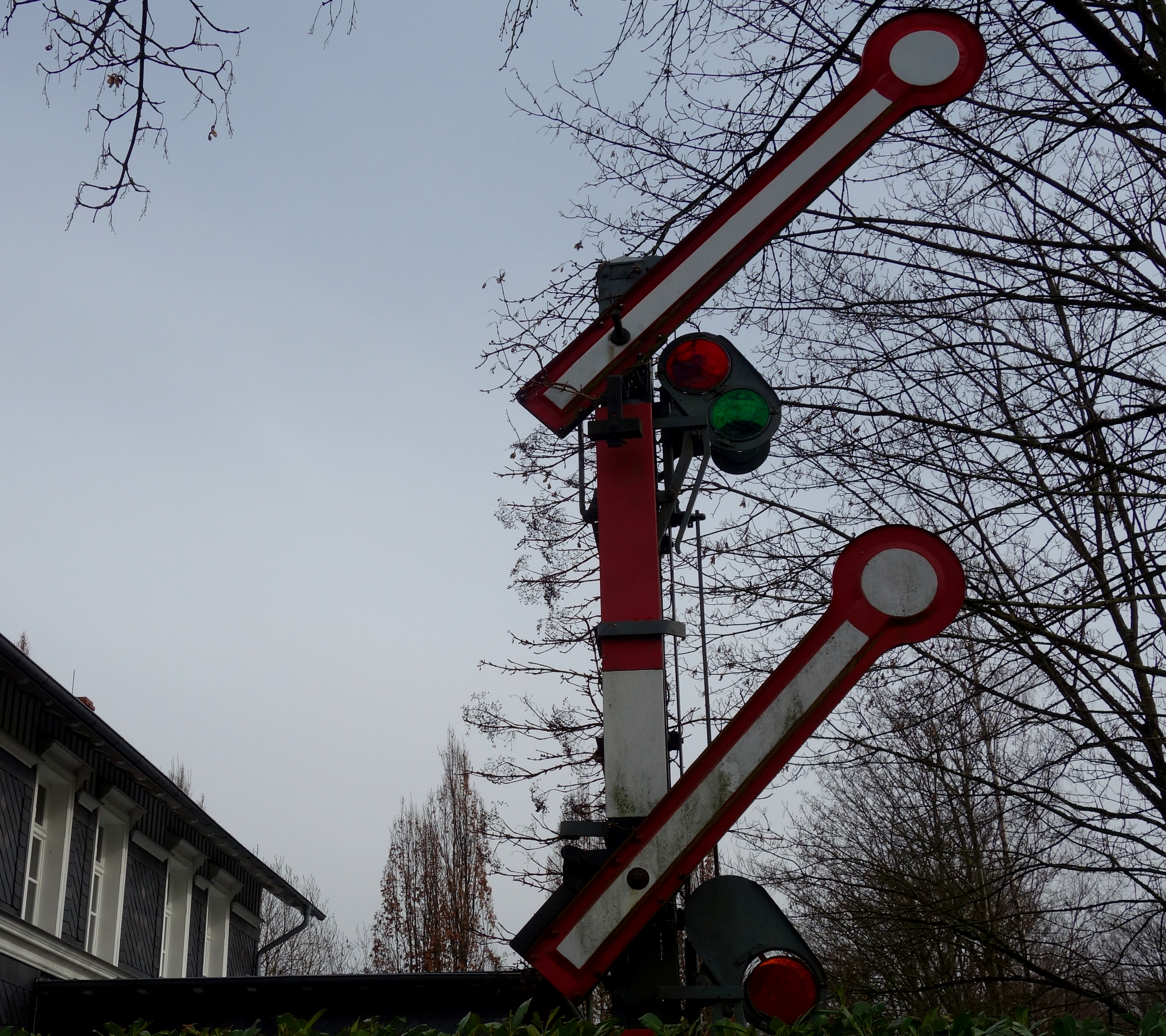
Ehemalige Signalanlage

Der Bahnhof Pattscheid war von 1902 bis 1991 an der 1881 gebauten Bahnstrecke Opladen – Remscheid-Lennep, im Volksmund Balkan-Express genannt, in Betrieb. Er ersetzte einen seit 1881 bestehenden Haltepunkt 800 Meter weiter westlich. Dort war allerdings nicht genug Platz für das benötigte Kreuzungsgleis. Das Hauptgebäude besitzt Fachwerk mit Schmuckverschieferung und ein flaches abgewalmtes Dach sowie einen eingeschossigen Stellwerksanbau und einen Güterschuppen in Backstein mit beidseitig vorgelegter Rampe.
Im Zuge des zweigleisigen Streckenausbaus erfuhr der Bahnhof Pattscheid nur wenige Jahre nach seiner Inbetriebnahme einige markante Änderungen. Dazu zählte der Anbau eines Stellwerkraumes an das Empfangsgebäude sowie auf der unteren Ebene die Errichtung eines zweiten Bahnsteigs mit Unterführung für die Züge in Richtung Lennep.
Da die unteren Streckengleise 1 und 2 im Zweiten Weltkrieg stark beschädigt wurden, musste nach Kriegsende der Personenverkehr wieder über das obere Gleis 3 abgewickelt werden. Bei der Umstellung auf eingleisigen Betrieb im Jahre 1958 wurde Gleis 3 in ein Stumpfgleis zurückgebaut, das nur noch von der östlichen Bahnhofsseite aus erreichbar war, um die große Steigung im Westen aufzugeben. Später nutzte es die Kunststoffverarbeitungs-Firma Illbruck, die 1964/65 unmittelbar neben dem Gleiskörper eine Produktionsstätte errichtete, für etwa 15 Jahre als Anschlussgleis.
Im Zuge der Bauarbeiten wurde auch die schon viele Jahre zuvor zugeschüttete Unterführung von der oberen zur unteren Bahnsteigebene beseitigt.
In den 1950er und 1960er Jahren nutzte auch die auf die Herstellung von Großbehältern spezialisierte Firma Zimmermann & Vonhof den Pattscheider Bahnhof als Verladestation.
Seit der Angliederung Hilgens an Burscheid am 1. Juni 1966 war der Bahnhof ohne Vorsteher. Stattdessen wurde ein Fahrdienstleiter mit der Betriebsabwicklung und dem Fahrkartenverkauf beauftragt. Mit der Einführung des Zugleitbetriebs entfiel auch dieser Posten.
Nach der Stilllegung der Strecke im Jahre 1991 lag der Bahnhof brach und verfiel mehr und mehr, bis 1998 die Firma Illbruck ihn mitsamt dem dazugehörigen Areal erwarb und das Gebäude nach denkmalschützerischen Gesichtspunkten aufwendig sanierte. Hierbei wurde das Äußere des Bahnhofs wieder in seinen ursprünglichen Zustand versetzt. Auch die alte Bahnhofsuhr ist wieder in Funktion.
Heute befindet sich der nicht mehr öffentlich zugängliche Bahnhof im Eigentum der Firma ILLI & Compagnie, die aus der Tradition der Unternehmerfamilie Illbruck hervorgegangen ist und den Bahnhof als Meeting- und Konferenzzentrum nutzt.

## Topografische Besonderheiten
Aufgrund der Geländebeschaffenheit unterschied sich der Bahnhof Pattscheid deutlich von den übrigen Bahnhöfen der Strecke. Da das Bahnhofsgelände in nördlicher Richtung, also in Richtung der Straße von Opladen nach Burscheid, stark anstieg, wurde die Station auf zwei Ebenen angelegt. Auf der unteren Ebene befanden sich die Streckengleise und zwei Seitenbahnsteige. Die obere Ebene umfasste das Ausweichgleis 3 mit dem Hausbahnsteig, das Ladegleis, das bis zum Güterschuppen führte, und das Bahnhofsgebäude. Beide Ebenen waren durch eine Unterführung miteinander verbunden.
Betriebstechnisch war diese Bauweise mit großen Schwierigkeiten verbunden. Die Züge aus Opladen mussten bei der Einfahrt in das unmittelbar am Bahnhofsgebäude gelegene Gleis auf einer Länge von 510 Metern eine Steigung von 1:43, also rund 2,33 %, überwinden. Bei dem parallel verlaufenden durchgehenden Streckengleis war die Steigung in diesem Abschnitt zwar deutlich geringer, betrug aber immer noch 1:74, also ca. 1,35 %.

## Gleisanschluss zu einer Seilbahn
Eine weitere Besonderheit des Pattscheider Bahnhofs war ein Gleisanschluss zu einer am östlichen Ende der Ladestraße beginnenden Drahtseilbahn zur Nervenheilanstalt Roderbirken, von dem aus die Güter direkt in die Seilbahnloren umgeladen werden konnten. Besitzerin der Seilbahn war die Landesversicherungsanstalt Rheinprovinz, welche die ca. 2180 m lange Anlage mit einem Höhenunterschied von 10 m im Jahre 1910 errichten ließ, um die Heilstätte schnell und kostengünstig mit Baumaterialien, Kohle und Lebensmitteln versorgen zu können.
Dieser Gleisanschluss mit einer Nutzlänge von ca. 32 m entstand im Zusammenhang mit dem Bau einer Beladestation auf dem Bahnhofsgelände.
Die bis 1928 in Betrieb befindliche Seilbahn wurde Mitte der 1930er Jahre demontiert. Der zugehörige Privatgleisanschluss dagegen blieb bestehen und wurde von der Deutschen Reichsbahn übernommen.

## Graffiti-Kunst am ehemaligen Bahnsteig

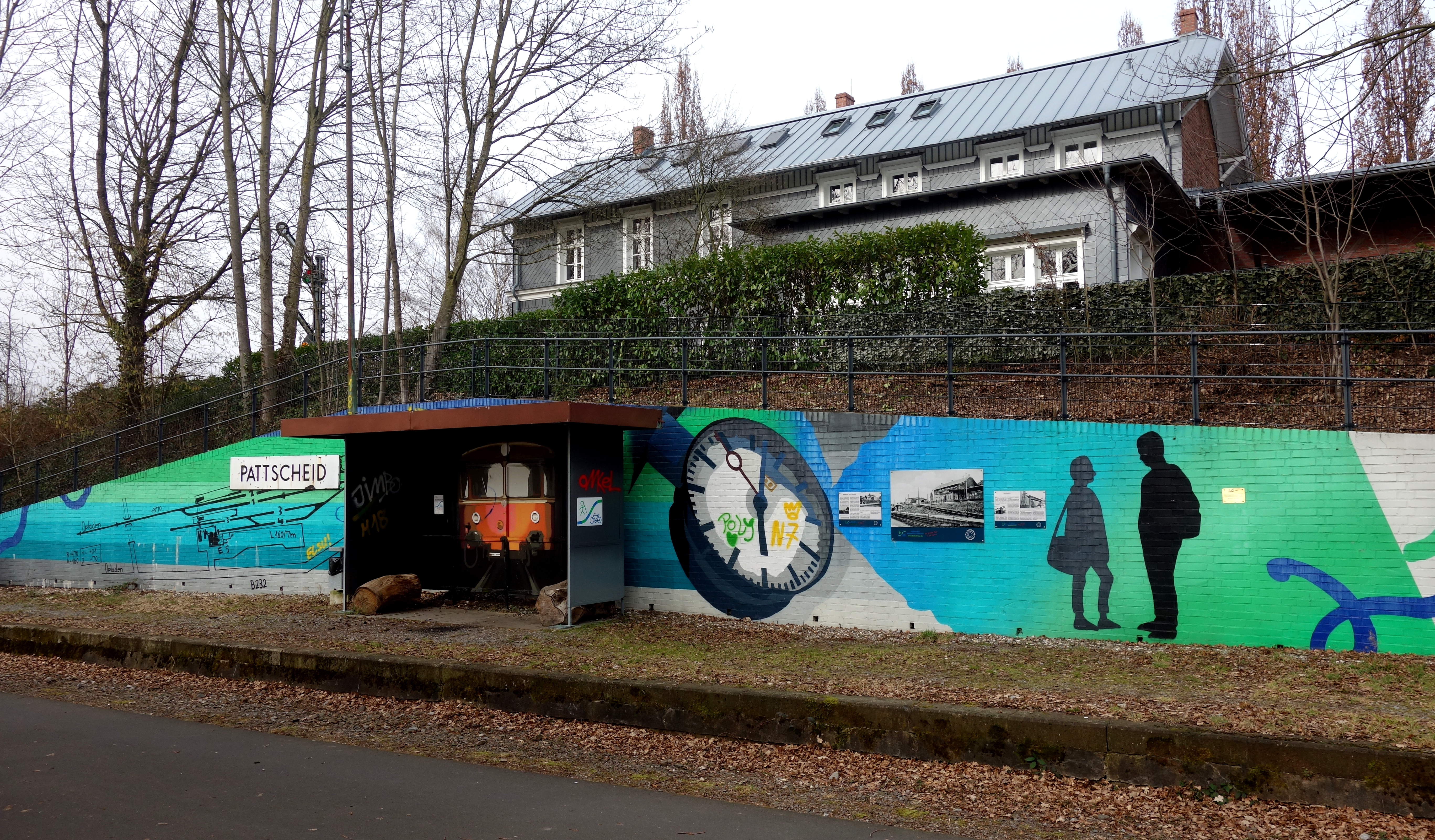
Graffiti am ehemaligen Haltepunkt

Im Jahre 2018 beschloss der Förderverein Balkantrasse Leverkusen e.V. die Mauer am ehemaligen Bahnsteig unterhalb des alten Bahnhofs zusammen mit dem Wartehäuschen von dem Graffiti-Künstler Andreas Nigge aus Langenfeld (Rheinland) gestalten zu lassen. Die historische Ziegelmauer wurde immer wieder durch Graffiti-Vandalismus verunstaltet. Die Erfahrung aus Leverkusen und anderen Städten hatte gezeigt, dass professionelle Graffiti-Kunstwerke eine Hemmschwelle gegen sinnfreie Verunstaltungen darstellen.
Bevor das Kunstwerk begonnen wurde, war im Vorfeld zunächst die Ziegelwand fachgerecht gereinigt und saniert worden. In rund 30 Stunden integrierte der Künstler verschiedene Elemente des Eisenbahnwesens in seine Arbeit. Als Motiv wählte er wartende Passanten, eine Bahnhofsuhr, einen historischen Streckenplan sowie die Frontansicht eines Schienenbus-Triebwagens, der scheinbar aus einem Tunnel fährt.

## Denkmalschutz
Der Bahnhof Pattscheid wurde am 1. Dezember 1986 unter der Nummer 201 in die Liste der Baudenkmäler in Leverkusen eingetragen.